# Sommerschafweide am Galgenberg
Die Sommerschafweide am Galgenberg ist ein vom Landratsamt Münsingen am 31. Mai 1955 durch Verordnung ausgewiesenes Landschaftsschutzgebiet auf dem Gebiet der Gemeinde Hohenstein.

## Lage
Das 3,8 Hektar große Landschaftsschutzgebiet liegt etwa 600 m südlich des Hohensteiner Ortsteils Eglingen im Gewann Galgenberg. Es gehört zum Naturraum Mittlere Kuppenalb.
Geologisch stehen hauptsächlich die Unteren Massenkalke des Oberjuras an.

## Landschaftscharakter
Das Landschaftsschutzgebiet ist infolge der Nutzungsaufgabe heute weitgehend durch Sukzession oder Aufforstung bewaldet. Relikte der früheren Schafweide sind insbesondere im Westen noch vorhanden. Der südliche Teil wird als Wirtschaftswiese genutzt und wurde teilweise als geschützte magere Flachlandmähwiese erfasst, im Norden befinden sich zwei Feldhecken.